# Cestrophorus paradoxus
Cestrophorus paradoxus är en insektsart som beskrevs av Ludwig Redtenbacher 1891. Cestrophorus paradoxus ingår i släktet Cestrophorus och familjen vårtbitare. Inga underarter finns listade i Catalogue of Life.